# 西四

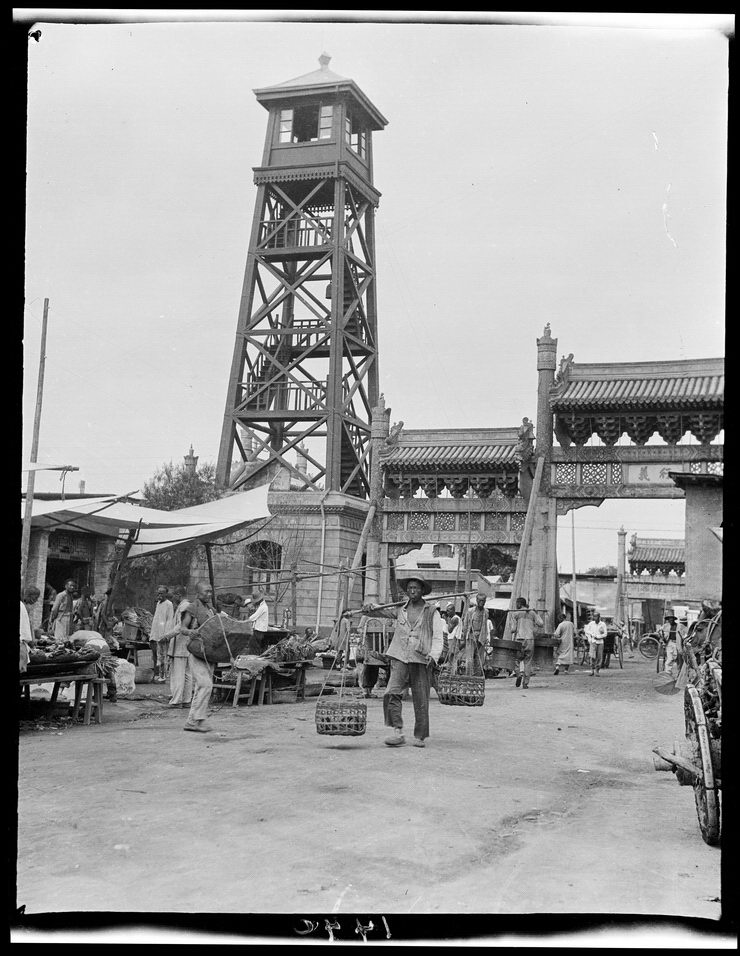
1910年代的西四牌楼和旁边的望火楼。望火楼是当时北京城内的消防瞭望塔，楼顶有专人日夜轮流值班，发现火情便敲钟报警，指引救火队员救火。望火楼旁边的是西四牌楼中的东牌楼，上有“行义”二字。

西四，为西四牌楼的简称，是今北京市西城区的一处地名，位于阜成门内大街东端，皇城之西，与皇城以东的“东四牌楼”对称。为北京城的交通要道，周围商业繁荣。

## 西四牌楼
西四牌楼建于明永乐年间北京城池的兴建过程中，处于阜成门内大街与南北道路的交叉处，为四柱三楼式描金彩画木结构牌楼，东、西、南、北路口各一座。《日下旧闻考》中有关记载是：“宣武门北有单排楼曰瞻云，又北二里有四牌楼，东曰行义，西曰履仁，南北曰大市街。”明代，西四是處決犯人的場所。
1954年，为拓宽道路，四座牌楼被拆除，仅存地名。

## 西四街楼
西四街楼，又称皇城警卫楼，建于清朝光绪二十年（1894年），是为庆祝慈禧太后60大寿而建造的点景建筑。西四街楼原有两座，分别位于西四十字路口的西北角和东北角。两楼构造相同，为砖木结构，东翼、南翼各五间，呈曲尺状连接。其中，东北角的街楼在1980年代被使用单位中国工商银行拆除重建，改为砖混结构，失去了原有风貌。只有西北角的街楼至今仍存原貌，并被列为西城区文物保护单位。
西北角的街楼在中华人民共和国成立前曾为百货店占用。中华人民共和国成立后，一层为书店，二层为西四交通队办公室，后来上下两层都为书店占用，即今西四新华书店。2005年5月，北京地铁4号线施工时，发现该楼破损严重。2007年6月底，西四新华书店停业，对该楼进行落架大修。2009年，修缮工程完工，西四新华书店重张开业。
今西北角的西四街楼地下有元大都下水道遗存。

## 交通
- 北京地铁4号线西四站

## 图集

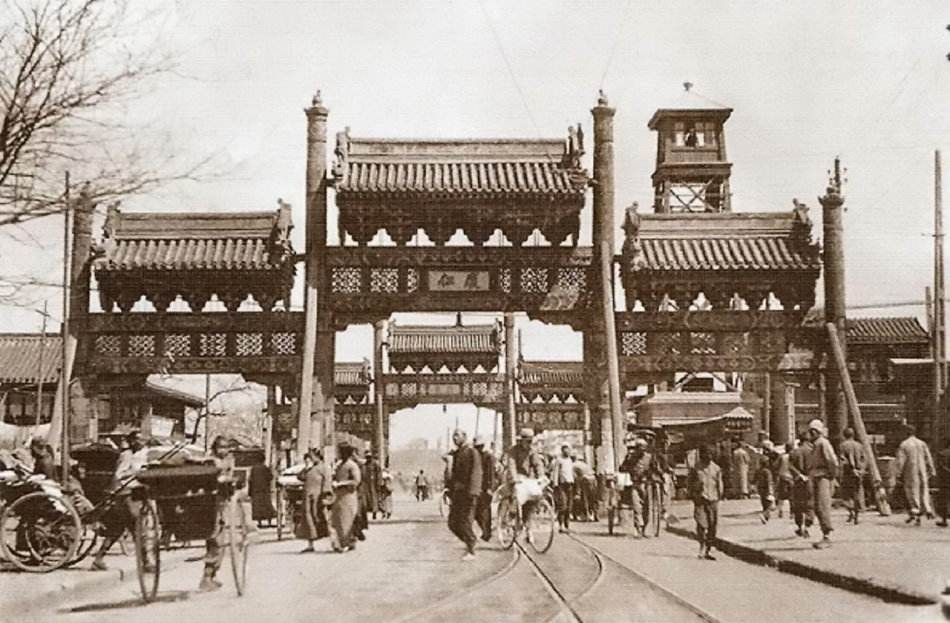
1927年前后的西四牌楼。图中近处为西牌楼，上有“履仁”二字；右侧为望火楼；左侧远处二层小楼为东北角的西四街楼。地面上有有轨电车轨道。
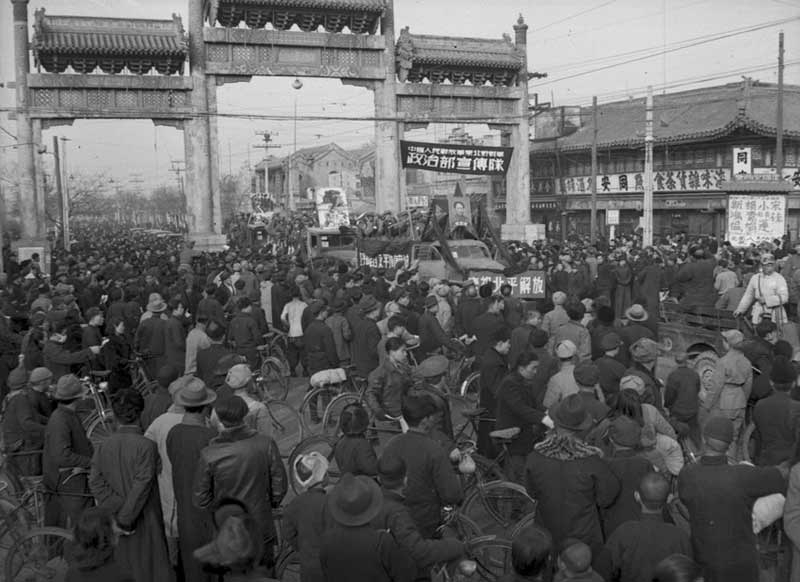
1949年2月，北平和平解放，中国人民解放军入城部队宣传车经过西四牌楼。图中右侧的二层小楼为西四街楼之一。